# Dąbrówka (powiat wadowicki)
Dąbrówka – wieś w Polsce położona w województwie małopolskim, w powiecie wadowickim, w gminie Stryszów.
W latach 1975–1998 miejscowość należała administracyjnie do województwa bielskiego.

## Położenie
Położona w paśmie Beskidu Makowskiego, nad potokiem Stryszówka u zachodnich podnóży Chełmu (603 m).

## Integralne części wsi
| SIMC    | Nazwa    | Rodzaj    |
| ------- | -------- | --------- |
| 0070650 | Durówka  | część wsi |
| 0070667 | Dział    | część wsi |
| 0070673 | Ostałowa | część wsi |
| 0070680 | Pagórek  | część wsi |
| 0070696 | Podlas   | część wsi |
| 0070704 | Podział  | część wsi |
| 0070710 | Rola     | część wsi |
| 0070727 | Srokówka | część wsi |

## Historia
W północnej części wsi znajduje się przysiółek Ostałowa Dąbrowska, większa część dawniej samodzielnej wsi Ostałowa. Obie założone prawdopodobnie po roku 1333 w akcji kolonizacyjnej Żegoty z Benkowic na terenie księstwa oświęcimskiego, obie po raz pierwszy wzmiankowane w 1430.

## Zabytki
Obiekt wpisany do rejestru zabytków nieruchomych województwa małopolskiego.
- Dwór drewniany.